# Thézac (Lot i Garonna)
Thézac – miejscowość i gmina we Francji, w regionie Nowa Akwitania, w departamencie Lot i Garonna.
Według danych na rok 1990 gminę zamieszkiwało 138 osób, a gęstość zaludnienia wynosiła 12 osób/km² (wśród 2290 gmin Akwitanii Thézac plasuje się na 1038. miejscu pod względem liczby ludności, natomiast pod względem powierzchni na miejscu 968.).